# Dertigjarige Vrede
De Dertigjarige Vrede was het verdrag waarmee de Griekse stadstaten Athene en Sparta in 446/445 v.Chr. een einde maakten aan de Eerste Peloponnesische Oorlog, die woedde sinds circa 460 v.Chr. Ze sloten het verdrag voor dertig jaar, maar de vrede werd voortijdig opgezegd in de aanloop naar de Tweede Peloponnesische Oorlog.
De voorwaarden van het akkoord waren:
- Athene moest afzien van haar veroveringen van Nisaea, Pegae, Troezen en Achaea.
- Een gewapend conflict tussen Sparta en Athene werd uitgesloten als ten minste een van de twee arbitrage wilde.
- Neutrale stadstaten konden meedoen aan beide kanten (aan de kant van Sparta of Athene) en dit houdt in dat er een formele lijst was van bondgenoten voor beide kanten.
- Athene en Sparta zouden al hun andere gebieden houden in afwachting van arbitrage.
- Het erkende beide Bonden als legitiem. Dit stimuleerde Athene en haar nieuw gevormd rijk in de Egeïsche Zee.

De Dertigjarige Vrede duurde echter maar 13 jaar: in het jaar 432 v.Chr. viel Athene Potidaea aan, dit was een vermelde bondgenoot maar een Korinthische kolonie. Korinthe steunde zijn voormalige kolonie. Sparta steunde Korinthe, die de Atheners hadden bestreden op het eiland Korfoe in 435 v.Chr.. De kwestie van Potidaea en de Atheense handelssancties tegen de Spartaanse bondgenoot Megara waren de aanleiding voor de Spartanen om te verklaren dat de Atheners het verdrag hadden geschonden, waardoor ze dus de oorlog verklaarden. Op dit moment werd de Dertigjarige Vrede nietig verklaard en begon de Tweede Peloponnesische Oorlog (algemeen bekend als de Peloponnesische Oorlog).